# Салим ал-Давсари
Салим Мохамед ал-Давсари (на арабски: سالم الدوسري; роден на 19 август 1991 г. в Рияд, Саудитска Арабия) е саудитски футболист, полузащитник, състезател на Ал-Хилал (Рияд) и Националния отбор на Саудитска Арабия. Участник на Мондиал 2022.

## Успехи

### Отборни
- „Ал-Хилал“
  - Шампион (4): 2016/17, 2019/20,[1] 2020/21, 2021/22
  - Кралска купа (3): 2015, 2017, 2019/20
  - Шампионска лига на Азия (2): 2019, 2021
  - Суперкупа (3): 2015, 2018, 2021
  - Купа на принца (2): 2011/12, 2012/13, 2015/16